# CCR2
CCR2 (англ. C-C motif chemokine receptor 2) – білок, який кодується однойменним геном, розташованим у людей на короткому плечі 3-ї хромосоми.  Довжина поліпептидного ланцюга білка становить 374 амінокислот, а молекулярна маса — 41 915.
| 10         |  | 20         |  | 30         |  | 40         |  | 50         |
| ---------- |  | ---------- |  | ---------- |  | ---------- |  | ---------- |
| MLSTSRSRFI |  | RNTNESGEEV |  | TTFFDYDYGA |  | PCHKFDVKQI |  | GAQLLPPLYS |
| LVFIFGFVGN |  | MLVVLILINC |  | KKLKCLTDIY |  | LLNLAISDLL |  | FLITLPLWAH |
| SAANEWVFGN |  | AMCKLFTGLY |  | HIGYFGGIFF |  | IILLTIDRYL |  | AIVHAVFALK |
| ARTVTFGVVT |  | SVITWLVAVF |  | ASVPGIIFTK |  | CQKEDSVYVC |  | GPYFPRGWNN |
| FHTIMRNILG |  | LVLPLLIMVI |  | CYSGILKTLL |  | RCRNEKKRHR |  | AVRVIFTIMI |
| VYFLFWTPYN |  | IVILLNTFQE |  | FFGLSNCEST |  | SQLDQATQVT |  | ETLGMTHCCI |
| NPIIYAFVGE |  | KFRSLFHIAL |  | GCRIAPLQKP |  | VCGGPGVRPG |  | KNVKVTTQGL |
| LDGRGKGKSI |  | GRAPEASLQD |  | KEGA       |  |            |  |            |

A: Аланін

C: Цистеїн

D: Аспарагінова кислота

E: Глутамінова кислота

F: Фенілаланін

G: Гліцин

H: Гістидин

I: Ізолейцин

K: Лізин

L: Лейцин

M: Метіонін

N: Аспарагін

P: Пролін

Q: Глутамін

R: Аргінін

S: Серин

T: Треонін

V: Валін

W: Триптофан

Кодований геном білок за функціями належить до рецепторів, g-білокспряжених рецепторів, білків внутрішньоклітинного сигналінгу, фосфопротеїнів. 
Задіяний у таких біологічних процесах як взаємодія хазяїн-вірус, поліморфізм, альтернативний сплайсинг. 
Локалізований у клітинній мембрані, мембрані.